# Заречье (Липецк)
Заре́чье — обособленный район в Октябрьском округе Липецка.
Расположено на левом берегу реки Воронежа в лесном массиве у Яблочного озера. Название — от расположения за рекой.
Первоначально Заречье было посёлком, однако в июле 1965 года вошло в состав Липецка. Единственная дорога соединяет его с Тракторным.
Основные улицы — Полетаева и Тюленина.
Южнее Заречья находится автодром.

## Планы
В конце 1980-х годов администрация города совместно с руководством Липецкого тракторного завода планировали сделать из Заречья элитный городской район с малоэтажной застройкой. Был разработан комплексный план строительства. Планировалось связать Заречье с городом трамвайной и троллейбусной линией. Но планы остались на бумаге.

## Транспорт
В Заречье ходит автобус № 19.